# Monkey Puss (Live in London)
Monkey Puss (Live in London) è un album della death metal band svedese Entombed, registrato dal vivo durante il tour Gods of Grind a Londra nel 1992. Esso venne pubblicato solo 6 anni dopo.
Dell'album esiste anche una versione video (sia VHS che DVD), contenente 5 videoclip registrati non dal vivo.

## Tracce
1. Living Dead – 6:03
2. Revel in Flesh – 3:43
3. Stranger Aeons – 3:58
4. Crawl – 5:31
5. But Life Goes On – 2:52
6. Sinners Bleed – 4:42
7. Evilyn – 4:58
8. The Truth Beyond – 3:36
9. Drowned – 3:56
10. Left Hand Path – 7:32

## Formazione
- Lars-Göran Petrov - voce
- Uffe Cederlund - chitarra
- Alex Hellid - chitarra
- Lars Rosenberg - basso
- Nicke Andersson - batteria, chitarra